# Титов, Иван Викторович
Иван Викторович Титов — советский хозяйственный и политический деятель.

## Биография
Родился в 1938 году в деревне Соколово. Член КПСС.
Окончил Белорусскую государственную сельскохозяйственную академию.
В 1962—1971 гг. — старший инженер, ведущий инженер, начальник Ивановского строительно-монтажного правления треста «Брестводстрой».
В 1971—1974 гг. — управляющий треста «Оргтехводстрой».
В 1974—1982 гг. — начальник производственно-распорядительного отдела, в 1982—1985 гг. — заместитель начальника, в 1985—1995 гг. — начальник Главполесьеводстроя.
В 1995—2008 гг. — глава фонда «Белорусское Полесье».
Избирался депутатом Верховного Совета Белорусской ССР 11-го созыва, народным депутатом Белоруссии (1990—1993) Делегат XXVII съезда КПСС.
Жил в Бресте.

## Награды
- Орден Трудового Красного Знамени (1986)
- Орден Знак Почёта (1971)